# Edi Rama
Edi Rama   (Tirana, 4 de juliol de 1964) és un polític, pintor, escriptor, antic professor universitari, publicista i antic jugador de bàsquet albanès, i el president del Partit Socialista d'Albània i Primer Ministre d'Albània des del 15 de setembre de 2013.

## Biografia
Va ser president de l'Associació Albanesa d'Alcaldes i exministre de Cultura. Fou també el Batlle de Tirana des de l'any 2000 fins al 2011.

### Primer ministre
L'Aliança per a una Albània Europea, encapçalada pel Partit Socialista (PS) i el seu líder, Edi Rama van guanyar les eleccions legislatives albaneses de 2013 celebrades el 23 de juny. El llavors primer ministre, Sali Berisha, de l'Aliança per a l'Ocupació, la Prosperitat i la Integració, liderada pel Partit Democràtic, va reconèixer la seva derrota el 26 de juny, la qual cosa es va considerar un senyal de la creixent maduresa democràtica d'Albània.
A les eleccions legislatives albaneses de 2017, el PS va obtenir 74 dels 140 escons i Edi Rama fou reelegit com a primer ministre.
A les eleccions legislatives albaneses de 2021, el PS va guanyar 74 dels 140 escons del parlament i Edi Rama fos reelegit com a primer ministre. L'aliança PD-AN, liderada pel Partit Democràtic d'Albània va augmentar la seva quota d'escons de 43 a 59 i els altres 9 dels 59 escons van ser per a partits més petits que es van presentar dins de la coalició del Partit Demòcrata.
La primera ministra d'Itàlia, Giorgia Meloni va firmar un acord amb Rama el 6 de novembre del 2023 pel què Rami va obtenir el compromís de Meloni de fer de mediadora en favor d'Albània en el procés de negociació per adherir-se a la Unió Europea, a canvi de la construcció de dos centres d'internament per a immigrants il·legals a Shëngjin i Gjadër, que no es van poder posar en funcionament fins al març de 2025 quan es van fer canvis legislatius després que la justícia tombés anteriors trasllats.
En unes eleccions legislatives albaneses de 2025 en què els observadors internacionals van qüestionar la imparcialitat de la votació i el fiscal especial d'Albània va investigar diversos casos de compra de vots, Rama va ampliar la seva majoria absoluta donant a Rama un marge còmode per formar govern i continuar treballant per complir la seva promesa d'incorporar Albània a la Unió Europea el 2030, tot i que molts experts diuen que aquest calendari és optimista ateses les reformes necessàries, especialment per erradicar la corrupció.